# 恆春糖廠
22°00′12″N 120°44′30″E / 22.003211°N 120.741618°E
恆春糖廠是台灣糖業公司曾經存在的製糖工廠，位在屏東縣恆春鎮，地處恆春縣城西門外。其原為恆春製糖合資會社在1917年設立的改良糖廍，在1926年改成新式工場，在1927年併入鹽水港製糖，同年底在賣給臺灣製糖。恆春糖廠在1958年停止運作，其原址現為「恆春假日夜市」使用。

## 沿革

### 日治時期
在台日人安藤達二曾提出在恆春設立改良糖廍的計畫並經臺灣總督府許可，但後來並未實施。由於第一次世界大戰導致歐洲產糖停頓，亞洲的糖業便趁勢發展，而台灣總督府也在1917年取消了1910年實施的「製糖能力限制令」，使新式製糖會社紛紛在其所屬的原料採取區域內增設工場或擴充工場的製糖能力，恆春製糖於是在此背景下發展。此時，辜顯榮等人計畫在恆春設置改良糖廍，並找來了鹽水港製糖系的柏尾具包、河野仙之助等人，計畫先設置稍大規模的改良糖廍，等穩定發展後在擴建成新式製糖廠。此糖廠設置計畫在1917年9月經總督府許可，在同年12月正式設立「恆春製糖合資會社」，算是鹽水港製糖的關聯會社，資本金600萬圓，建立了兩處改良糖廍，分別是位在恆春街、能力160噸的的「第一工場」，以及位在蚊蟀庄（今屏東縣滿州鄉）、能力40噸的「第二工場」，並在1918年3月開始製糖作業。然而由於設備的緣故，第一工場的實際壓榨能力只有60噸。1924年，將第一工場的能力提升至80噸，並將第二工場廢止。之後隨著土地開墾、灌溉設施建立，甘蔗種植面積逐漸擴大。
1925年11月，恆春製糖向總督府提出設置能力350噸的新式製糖廠計畫，並在1926年3月經總督府許可。於是在同年4開始動工興建，同年11月完工，12月開始製糖作業。恆春製糖所需的資金如購買土地、土地改良、工場設立的支出，都是來自鹽水港製糖，於是鹽水港製糖在1927年3月決定將恆春製糖合併，在6月將其正式合併，改為「鹽水港製糖恆春工場」。然而在併入鹽水港製糖時，同時因其第四大股東鈴木商店受到1927年的昭和金融恐慌影響而破產，使得鹽水港製糖在同年12月將恆春工場賣給臺灣製糖株式會社，改稱「臺灣製糖恆春製糖所」，地址為高雄州恆春郡恆春街。

### 戰後
二戰後，恆春製糖所由台糖接收，屬台灣糖業公司第二區分公司，並改名「恆春糖廠」。恆春糖廠因在二戰遭空襲嚴重損毀，加上原料不足等原因，在1949年10月才復工製糖。台糖在1950年改行「總廠制」時，恆春糖廠改為屏東總廠東港糖廠的恆春工場。1958年，恆春工場停閉。廠區原址曾由東洋製索股份有限公司使用，現為恆春假日夜市使用。

## 外廍鏈結
- 台糖全球中文入口網-製糖工場 （页面存档备份，存于）
- 恆春糖廠| 台灣製糖工廠百年文史地圖 （页面存档备份，存于）
- 台北製糖所、沙鹿、恆春糖廠鐵道分布圖 - Google （页面存档备份，存于）
- 1930 年代的糖廠與糖鐵@ Wayne's Blog :: 痞客邦PIXNET :: （页面存档备份，存于）